# IC 828
IC 828 ist eine Spiralgalaxie vom Hubble-Typ S im Sternbild Jungfrau auf der Ekliptik. Sie ist schätzungsweise 179 Millionen Lichtjahre von der Milchstraße entfernt und hat einen Durchmesser von etwa 45.000 Lichtjahren. 

Im selben Himmelsareal befinden sich u. a. die Galaxien NGC 4739, NGC 4777, NGC 4780, IC 3883.
Das Objekt wurde am 10. Mai 1893 vom französischen Astronomen Stéphane Javelle entdeckt.